# آبسه برودی
آبسه برودی (انگلیسی: Brodie abscess) یک نوع موضعی از عفونت استخوانی تحت حاد می‌باشد که عمدتاً در متافیز استخوان‌های بلند اندام تحتانی در افراد جوان بالغ دیده می‌شود. در واقع این آبسه می‌تواند سال‌ها ادامه یابد و در نهایت با ایجاد یک مسیر برای درناژ به سطح پوست خود را به صورت یک عفونت استخوان مزمن واضح نشان دهد. شایع‌ترین مکان ایجاد آن بخش‌های دورتر درشت‌نی می‌باشد.
به وجود آمدن این آبسه به دنبال این فرایند است که عفونت استخوان حاد ممکن است به دنبال دفاع بدن توسط یک لایه از بافت فیبروز و گرانولاسیون احاطه گردد و کاملاً محصور و محدود گردد و به این ترتیب تبدیل به یک عفونت تحت حاد گردد که موضعی و بدون علامت چندانی است و ممکن است سال‌ها به طول بینجامد تا علامت‌دار گردد.
علت باکتریولوژی که بیشتر این آبسه‌ها استافیلوکوکوس اورئوس می‌باشد.

## پیشینه
نام این آبسه برگرفته از نام بنجامین کولینز برودی می‌باشد که در سال ۱۸۳۰ این ضایعه را یک حالت التهابی مزمن بدون علت مشخص معرفی کرد و سپس بعدها مشخص شد که علت ایجاد این ضایعه عفونت است.

## تشخیص
این آبسه در رادیولوژی به صورت یک ضایعه لیتیک یا شفاف (رادیولوسنت) که بیضی شکل یا گرد است و معمولاً بزرگتر از یک سانت می‌باشد و دارای حاشیه سختاک می‌باشد، دیده می‌شود. سی‌تی‌اسکن بهترین روش تشخیص آبسه برودی است.

## درمان
جهت درمان در اکثریت موارد جراحی لازم است و با انجام کوتاژ حفره و سپس درمان آنتی‌بیوتیک ادامه می‌یابد اگر حفره خیلی بزرگ باشد باید محل خالی آن را با استخوان‌های اسفنجی پر نمود.